# 提基鱷屬
提基鱷屬（學名：Tikisuchus）是副鳄形类勞氏鱷科的一屬，化石發現於印度中央邦的提基組（Tiki Formation）地層，地質年代屬於三疊紀晚期的卡尼階。提基鱷是第一個發現於南亞的勞氏鱷科動物。
在1970年代，美國古生物學家阿爾弗雷德·羅默（Alfred Romer）在印度挖掘化石，但在研究這些化石前死去。在1987年，印度古生物學家薩克·查特吉（Sankar Chatterjee）等人將這些化石敘述、命名。模式種是羅默提基鱷（T. romeri），屬名是以化石發現處為名，種名則是紀念發現化石的阿爾弗雷德·羅默。正模標本（編號ISI R 305）是目前的唯一標本，包含頭顱骨與一些身體骨頭，是個幼年個體，目前由印度統計研究院擁有、保存。

## 敘述
與其他勞氏鱷科相比，提基鱷的頭顱骨相當大。頭顱骨的長度，相當於頸部到臀部長度的40%。頭顱骨高，口鼻部狹窄，頭部後段寬。提基鱷的牙齒大而彎曲，邊緣呈鋸齒狀。如同其他勞氏鱷科，提基鱷的背部有多排骨質鱗甲（皮內成骨）。提基鱷的鱗甲呈矩形狀，緊密地排列、或互相交疊；其他勞氏鱷科的鱗甲呈葉狀。

## 古生物學
提基鱷化石發現處的提基組，是個化石豐富、高度多樣性的地層，曾挖出許多四足類的化石，包含：植龍目的古喙龍、离片椎目的寬額螈、喙頭龍目的Paradapedon。提基組的動物相組成，類似德國的Keuper地層，兩者都屬於相近年代。
提基組也有發現獸腳類恐龍的化石。提基龍、早期獸腳類恐龍都是提基組的大型陸地掠食動物，兩者可能會爭奪相同食物來源。牠們可能會以當地的喙頭龍類、三稜龍類、堅蜥類、犬齒獸類為獵食目標。
在薩克·查特吉等人的命名研究裡，認為提基鱷、早期獸腳類恐龍的競爭程度低，因為該地在卡尼階曾有豐富的食物來源，掠食動物之間的競爭狀況較少，可達成生態上的平衡。薩克·查特吉等人提出，該地層過去的氣候濕潤，有季節性的雨季、旱季，是個熱帶性氣候。但在卡尼階末期，該地區的森林環境發生變動，牽動生態系統。許多食物來源消失，導致早期獸腳類恐龍、勞氏鱷類開始競爭獵物。薩克·查特吉等人指出，早期獸腳類恐龍是動作靈活的掠食動物，而勞氏鱷類是動作緩慢的伏擊動物。在生態系統變動後，早期獸腳類恐龍逐漸成為優勢掠食動物，成為三疊紀晚期的陸地大型肉食性動物，而勞氏鱷類則在競爭中居於弱勢。
在2010年的早期恐龍演化研究中，則提出在三疊紀-侏羅紀滅絕事件後，大型早期主龍類、副鳄形类滅絕，恐龍才成為陸地優勢動物，而非在三疊紀晚期逐漸崛起。